# Kategoria e Tretë
De Kategoria e Tretë ('derde categorie') is de vierde en laagste voetbalcompetitie in Albanië. De competitie wordt georganiseerd door de Albanese voetbalbond.
De kampioen van de Kategoria e Tretë promoveert naar de Kategoria e Dytë. Aangezien de competitie de laagste in Albanië is, is degraderen niet mogelijk. De competitie is opgedeeld in twee poules; een van acht en de ander van zeven clubs. De winnaars van beide poules promoveren direct naar de Kategoria e Dytë en spelen een onderlinge kampioenswedstrijd. De nummers twee van beide poules spelen promotie-/degradatiewedstrijden tegen de nummer elf van de Kategoria e Dytë.
Albanese voetbalbond · Albanees voetbalelftal (mannen) · Albanees voetbalelftal (vrouwen)
Mannen
Kategoria Superiore · Kategoria e Parë · Kategoria e Dytë · Kategoria e Tretë · Albanese amateurdivisies
Albanese voetbalbeker · Supercup
 Vrouwen
Kampionati Kombëtar i Futbollit për Femra
Groep A (noord): Arnisa · Bulqiza · Eagle · Kinostudio · Klosi · Shënkolli · Përmeti · Prestige

Groep B (zuid): Albpetrol · Gramozi · Himara · Këlcyra · Osumi · Skrapari · Tepelena